# Prosaptia fuscopilosa
Prosaptia fuscopilosa är en stensöteväxtart som först beskrevs av Bak. och F. Muell., och fick sitt nu gällande namn av Barbara S. Parris. Prosaptia fuscopilosa ingår i släktet Prosaptia och familjen Polypodiaceae. Inga underarter finns listade.